# Paraphryneta
Paraphryneta is een kevergeslacht uit de familie van de boktorren (Cerambycidae). De wetenschappelijke naam van het geslacht werd voor het eerst geldig gepubliceerd in 1937 door Breuning.

## Soorten
Paraphryneta omvat de volgende soorten:
- Paraphryneta allardi Breuning, 1970
- Paraphryneta guttata (Quedenfeldt, 1888)
- Paraphryneta rubeta Breuning, 1947